# Wojciech Witwiński
Wojciech Witwiński herbu Prus III (ur. ok. 1570, zm. po 1599 roku) – wojski buski. 
Wojciech Witwiński pochodził z rodziny Wieczwińskich herbu Prus III, z linii wołyńskiej, która przybrała nazwisko Witwiński. 
Według Adama Bonieckiego w 1599 roku pełnił urząd wojskiego buskiego.
Wojciech Witwiński był żonaty z Anną Jajkowską.